# Widerstand von Sason 1904
Der Sason-Aufstand von 1904 (armenisch Սասունի երկրորդ ապստամբութիւնը Sasuni yerkrord apstambut'yunĕ, wörtlich Zweiter Sason-Widerstand) war vom März bis zum April des Jahres ein Aufstand armenischer Fedajin gegen die osmanische Regierung in der Region Sason, heute in der Provinz Batman in der Türkei. Die Reichsregierung wollte die Bildung einer weiteren semiautonomen armenischen Region in den Sechs Vilâyets nach ihrer Niederlage im Ersten Zeytun-Widerstand verhindern. Die armenische Nationale Befreiungsbewegung rekrutierte junge Armenier in der Region Sason, einem Gebiet von etwa 12.000 km² mit einer großen armenischen Mehrheit – 1.769 armenische und 155 kurdische Haushalte. Die Region war in einem „Stadium des revolutionären Umbruchs“, da die lokalen christlichen Armenier sich seit sieben Jahren weigerten, ihre islamische Kopfsteuer (cizye) zu zahlen. Zwar war die Cizye bereits im Zuge der Tanzimat-Reformen abgeschafft, doch verlangten die örtlichen Muslime weiterhin Geld und Naturalien von den Armeniern.

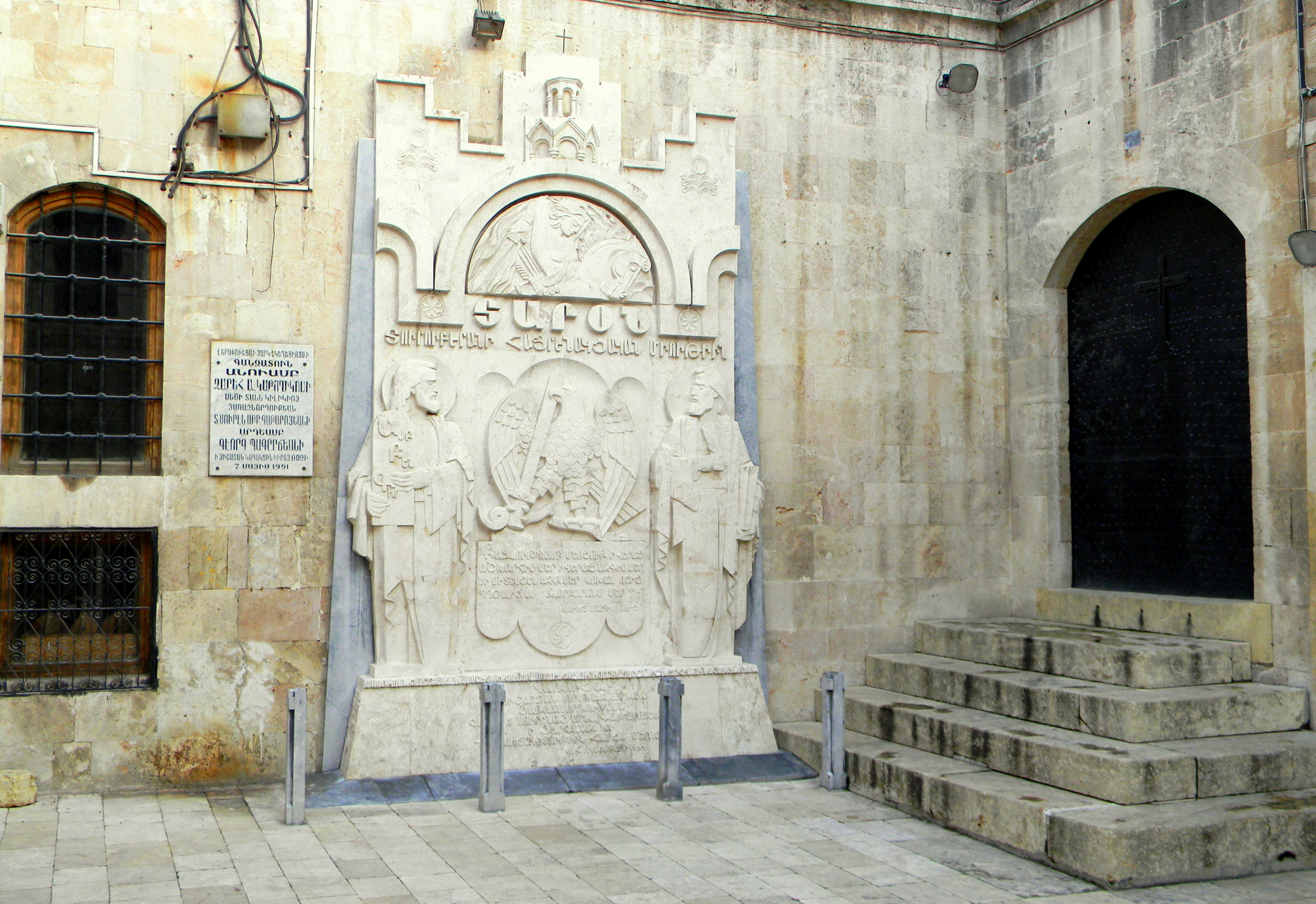
Monument zum Sason-Widerstand in der Vierzig-Märtyrer-Kathedrale in Aleppo, Syrien

Der Aufstand unter der Führung von Hrayr Tjokhk und Andranik Ozanian wurde niedergeschlagen und tausende Armenier wurden getötet. Die etwa 1.000 armenischen Milizionäre konnten auch mit Unterstützung von weiteren 3.000 Armeniern aus Sason nicht den 10.000 angreifenden osmanischen Truppen und 7.000 Kurden, die vom Vali von Bitlis kommandiert wurden, Einhalt gebieten.

## Hintergrund

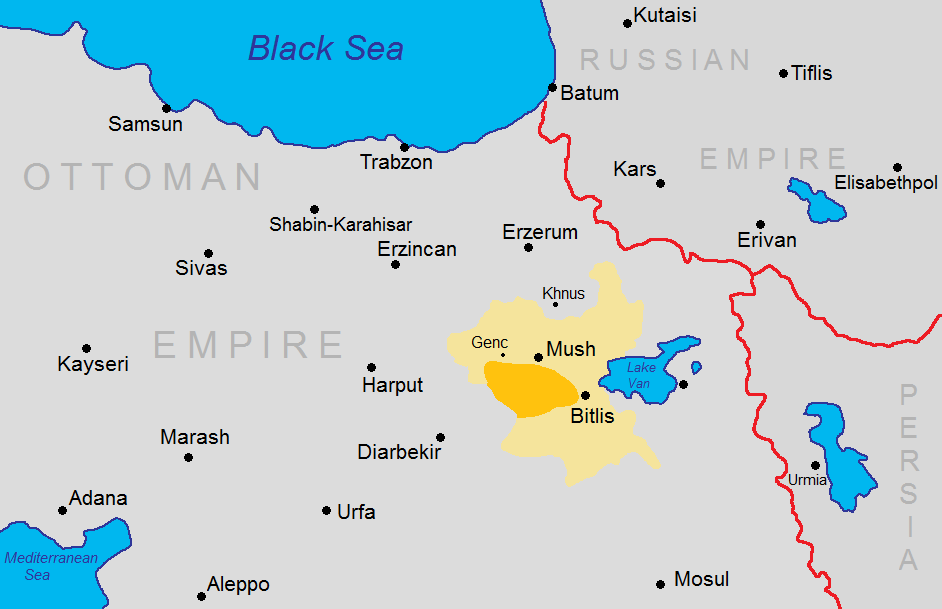
Die Region Sason (orange) und das Vilâyet Bitlis (gelb).

Die Sozialdemokratische Huntschak-Partei (Hentschak) und die Armenische Revolutionäre Föderation (Taschnaken) waren zwei Bestandteile der Armenischen Nationalen Befreiungsbewegung, die in der Region aktiv waren. Der Erste Widerstand von Sason wurde durch die Fedajin (armenische Freiwilligeneinheiten) der armenischen Nationalbewegung geleistet, die zu den Huntschakisten zählten. Die Konflikte wurden zwischen den Fedajin und den Osmanen in den Dörfern fortgesetzt. Viele christliche Armenier wurden gezwungen, entweder den Islam oder das orthodoxe Christentum anzunehmen; letzteres wurde vor allem durch das russische Konsulat vorangetrieben.
Im Frühling des Jahres 1902 wurde ein Vertreter der Armenischen Revolutionären Föderation (ARF), Vahan Manvelyan, nach Sason gesandt, um einen Waffenstillstand mit den Türken auszuhandeln, das Gebiet zu besetzen und die Kräfte für eine größere, durch Manvelyan und den lokalen Aktivisten Hrayr Tjokhk geführte Revolte zu sammeln. Diese Konsolidierung setzte sich während der Jahre 1902 und 1903 fort. Im Mai 1903 kam eine von Gorgos „Marrik“ geleitete Miliz in Sason an. Vahan und Hrayr betrachteten sie als zu klein und verlangten mehr Truppen. Es wurde eine Gruppe von 150 Fedajin, geleitet von Khan und Onik, gesandt. An der persisch-türkischen Grenze wurde sie von türkischen Artillerieeinheiten umzingelt und fast vollständig aufgerieben. Im Februar 1903 einigte sich die Armenische Revolutionäre Föderation im bulgarischen Sofia darauf, Truppen nach Sason zu senden.
Die Annäherung an Sason wurde durch eine Division des 4. Korps der Osmanischen Armee (acht Bataillone, später auf 14 erhöht) verhindert. Dessen Gesamtschlagkraft umfasste mehr als 10.000 Soldaten und Polizisten (Zaptiye), dazu 6.000 bis 7.000 kurdische Reiter. Die armenischen Einheiten bestanden aus 200 Guerrileros unter dem Kommando von Vahan, Hrayr und Andranik, zusammen mit Kevork Çavuş, Murad von Sebasteia, Keri und anderen. Bauern in 21 Dörfern bewaffneten sich ebenfalls und verstärkten die Truppe um 1.000 Personen. Andranik und zehn weitere Fedajin, darunter Hrayr und Sebouh, hielten im dritten Quartal des Jahres 1903 im Dorf Gelieguzan ein Treffen ab. Andranik schlug vor, eine allgemeine Revolte in Armenien (Taron und Vaspurakan) zu beginnen, was die türkischen Einheiten zerstreuen würde; Hrayr lehnte mit der Begründung ab, dass eine armenische Revolte ohne Unterstützung durch andere Bevölkerungsgruppen des Osmanischen Reiches vergeblich sein würde, und schlug vor, sich auf die Verteidigung von Sason zu konzentrieren.

## Bewaffnete Konflikte
Die erste Aktion unternahm Kevork Çavuş gegen die lokalen Kurden (Kor Slo), um einem Angriff auf fünf armenische Dörfer im kurdisch besetzten Gebiet zuvorzukommen. Am 17. Januar griff er mit den Gruppen von Murad von Sebasteia und Seyto die Kurden an, die (zusammen mit türkischen Truppen) sich nach Pasur zurückzogen.
Der westliche Zweig der Taschnaken und der armenische Katholikos versuchten, diplomatischen Druck auf die Türkei auszuüben. Der Katholikos wandte sich an die Großmächte; der britische und der französische Botschafter in Istanbul hatten Audienzen beim Sultan Abdülhamid II., doch der russische Botschafter stand abseits. Der Sultan sagte zu, Armeen zur Herstellung von Recht und Ordnung nach Sason zu entsenden. Die Botschafter boten an, im Namen des Sultans mit den Aufständischen in Sason zu verhandeln. Allerdings verspätete sich der russische Botschafter;
als sie in Sason ankamen, hatten die militärischen Aktionen bereits ihren Höhepunkt erreicht.
Am 20. März hatten die Türken ihre Vorbereitungen beendet, und die Armeen plünderte zahlreiche Grenzdörfer, die unter dem Befehl von Hrayr keinen Widerstand leisteten. Bewohner wurden Gefangen genommen und gefoltert, doch die Osmanen erfuhren nichts über die Pläne der Aufständischen. Der armenische Handlungsplan war: Hrayr würde Aliank und Shenik verteidigen; Andranik, in Tapyk, würde den Vorstoß der Türken auf Gelieguzan verhindern; Kevork Çavuş würde Ishkhanadzor verteidigen, und Murad von Sebasteia, Akop Kotoian und Makar Spagantsi würden Chaji Glukh verteidigen.
Am 2. April begannen die Türken eine erfolglose Großoffensive mit Gebirgsgeschützen. Am 10. April kam der Vali des Vilâyet Bitlis mit Truppen und den armenischen Bischöfen von Bitlis und Muş an. Bereits am nächsten Tag begann die zweite Schlacht. Über 7.000 türkischer Kavalleristen ritten in das Dorf Shenik; die Armenier schlossen sie auf der Rückseite ein, nahmen die Türken zwischen die armenischen Positionen vorne und rechts der schneebedeckten Berge links in die Mangel. Nach einem vierstündigen Kampf gaben die Türken ihre Pferde und Waffen auf und zogen sich in die Berge zurück, gejagt von den Armeniern. Am 12. April präsentierte das Heilige-Apostel-Kloster vor Arakel ein Dekret des Katholikos, das die Armenier zur Aufgabe im Gegenzug für eine Amnestie aufrief. Die armenischen Anführer, die mehr Zeit für die Antwort verlangten, evakuierten und brannten über Nacht mehrere Dörfer in Gelieguzan nieder (verbrannte Erde). Zur Abenddämmerung des 13. Aprils begannen die Türken mit einem neuen Ansturm.
Die Verteidigung wurde in zwei Gruppen aufgeteilt: eine (unter Sepukh und Murad von Sebasteia) ging nach Brlik, und eine andere (unter Hrayr) ging in die Berge. Acht Kompanien der Türken und 4000 kurdische Reiter attackierten Gelieguzan, und Hrayr wurde zu Beginn der Schlacht getötet. Es begann ein heftiger Nahkampf; vom östlichen Teil des Dorfes schlugen Andranik und seine Truppen die Türken von hinten. Die Türken zogen sich zurück und hatten (gemäß Presseberichten) lediglich 136 Tote zu verzeichnen; die Armenier hatten sieben Tote und acht Verwundete.
Am 14. April griffen die Türken mit Verstärkung ohne Erfolg an; übermorgen, am 16. April, zogen sich die Bürger von Ishkhanadzor nach Talvorik zurück. Die Türken versuchten, ihnen den Weg abzuschneiden, doch mit der Hilfe örtlicher Truppen brachen sie durch. Am nächsten Tag wurde eine neue Attacke der Türken eingeleitet, die ebenfalls zurückgeschlagen wurde. Schließlich umzingelten die Türken am 20. April Gelieguzan mit einem massiven Artilleriebombardement, und die Fedajin (geleitet von Andranik) zogen sich bei Nacht nach Talvorik zurück. Bis zu 20.000 Menschen (die Bevölkerung der fünf evakuierten Dörfer) flohen – einige in die Berge und andere in die Muş-Ebene – und wurden getötet. Talvorik hielt bis zum 6. Mai durch und fiel dann den türkischen Verstärkungseinheiten zum Opfer. Zweihundert Fedajin zwischen Talvorik und Gelieguzan leisteten bis zum 14. Mai Widerstand, bevor sie sich zurückzogen. Der türkische Sieg war von Brutalität begleitet:

„Frauen wurden gestohlen, ihre Brüste aufgeschlitzt, ihre Mägen aufgerissen, Kinder gepfählt, Ältere zerstückelt. Junge Mädchen gingen in unzählbaren Mengen zurück...seit dem 5. Mai löschten die türkischen Armeen in Berdakh, Mkragom, Alikrpo, Avazakhiubr und Arnist ein Dorf nach dem anderen aus.“

Nach Wochen von Kämpfen und Kanonenbombardements gegen armenische Dörfer (aus Sichtweise von Leo Trotzki) schlugen die osmanischen Einheiten und kurdische Freiwillige den Aufstand im Mai nieder; ihre Truppenstärke überstieg die der Armenier um ein Vielfaches. Kleinere Zusammenstöße fanden danach trotzdem noch statt.
Gemäß unterschiedlichen Schätzungen wurden in den zwei Monaten des Aufstandes zwischen 7.000 und 10.000 Armenier getötet und 45 Dörfer zerstört.

## Nachwirken
Nach Angaben von Leo Trotzkis Kriegstagebuch wurden über 4000 Dorfbewohner von Sason nach dem Aufstand ins Exil gezwungen. Die internationale Aufmerksamkeit lag nach Meinung von Trotzki beim Russisch-Japanischen Krieg, weshalb der Aufstand von den europäischen Mächten größtenteils ignoriert wurde. Abdülhamid II. erließ ein Dekret, das es den Armeniern verbot, nach Sason zurückzukehren; nach diplomatischen Protesten gab er nach, und 6000 Armenier siedelten sich wieder in der Region an.